# Meleoma mexicana
Meleoma mexicana är en insektsart som beskrevs av Banks 1898. Meleoma mexicana ingår i släktet Meleoma och familjen guldögonsländor. Inga underarter finns listade i Catalogue of Life.